# Ophraella sexvittata
Ophraella sexvittata es una especie de insecto coleóptero de la familia Chrysomelidae.
Fue descrita científicamente en 1865 por LeConte.